# Bahnversicherungsanstalt
Bahnversicherungsanstalt (BahnVA) – dawny niemiecki podmiot prawa publicznego, odpowiedzialny za ustawowe ubezpieczenie społeczne pracowników kolei w Niemczech.
1 października 2005 na bazie Bahnversicherungsanstalt i Seekasse powstał nowy podmiot prawa publicznego – Deutsche Rentenversicherung Knappschaft-Bahn-See.

## Wcześniejsze nazwy
- 1891: Pensionskasse für die Arbeiter der Preußischen Staatseisenbahnverwaltung
- 1935: Reichsbahnversicherungsanstalt
- 1945: Bundesbahn-Versicherungsanstalt